# SAI KZ VII Lærke
SAI KZ VII Lærke er et let firepersoners fly til generel anvendelse. Det blev bygget i Danmark umiddelbart efter Anden Verdenskrig. KZ VII er et højvinget en-motors monoplan af konventionelt design, med en firesædet, lukket kabine og halehjulsunderstel. I alt 56 eksemplarer blev bygget. 
Det nyligt genopståede Flyvevåben benyttede 10 stk. i årene 1950 - 1977.

## Design og udvikling
Som følge af den Tyske besættelse havde den danske flyindustri, herunder Skandinavisk Aero Industri, været nødt til at lukke ned i krigsårene. Det betød ikke at man lå på den lade side: Viggo Kramme og Karl Gustav Zeuthen brugte tiden til at forberede en efterkrigsproduktion - det blev til to fly, KZ III og KZ VII. 
Der var et stort overlap af komponenter mellem flyene: KZ VII har næsten samme vinger og krop som KZ III - man kan f.eks. montere vinger fra en KZ VII på en KZ III uden problemer - men en noget større motor. Man satsede på at få KZ III i produktion først, men allerede i november 1946 fløj KZ VII-prototypen, og i 1947 var KZ VII i fuld serieproduktion.
Fabrikken blev ramt af en voldsom brand 17. februar 1947 og 22 ufærdige flystel blev ødelagt. Heldigvis blev de allerede indkøbte motorer opbevaret andetsteds. Det lykkedes at få produktionen i gang igen, men inden året var omme, måtte firmaet indstille produktionen på grund af svigtende import-tilladelser fra de potentielle udenlandske købere. Eksport til udlandet var en forudsætning for at få tilladelse til at importere udenlandske motorer og andre dele. Al import var kraftigt reguleret i årene umiddelbart efter krigen. Det lykkedes at få 30 halvfærdige fly færdigsamlet i de følgende år, og da produktionen blev indstillet i 1954 var der i alt bygget og solgt 56 stk.

## Operationel historie
Flyvevåbnets Flyveskole på Avnø fik de 10 fly, som forsvaret købte i Juni 1948. De fik oprindeligt typenummer "63", senere typebogstav "O" og numrene 615 til 624. Man havde været glad for førkrigsmodellen KZ II som skolefly - den var så passende ustabil, at den stillede rimelige krav til elevernes evner.
KZ VII var knap så populær som skolefly. Et skolefly skal være nemt at flyve, men svært at flyve rigtigt. Den højvingede konstruktion, de yderst fredelige spin- og stallegenskaber, STOL-egenskaberne - alle de egenskaber, der har gjort 'Lærken' populær til alle andre anvendelser, gjorde den mindre egnet som skolefly. Den var for nem at flyve.
De fleste andre typer skolefly i Forsvaret har været involveret i dødsulykker: det er ikke sket for KZ VII.
Allerede i 1950 blev KZ VII afløst som skolefly af Britisk-byggede Chipmunks. KZ VII'erne blev overført til flyvestationernes stationsflights for at gøre tjeneste som forbindelses-fly.
Artilleriflyverbatteriet i Vandel mistede næsten alle sine Piper L-18C Super Cub ved en hangarbrand i 1968. Hæren lånte KZ VII'erne indtil erstatningsfly kunne skaffes. Udlånet kom imidlertid til at vare næsten 10 år.
Da flyene udgik i 1977 efter 29 års tjeneste og næsten 49.500 flyvetimer, var kun to af de 10 gået tabt. Det skete ikke under flyvning, men ved hangarbrande. En tredje blev kasseret efter en nødlanding i Kattegat; saltvand er ødelæggende for et rørstel af metal.
De overskydende fly blev frasolgt til civil anvendelse.

## Varianter
Ud over grundtypen og løbende småforbedringer i produktionen, er der kun en enkelt kendt modifikation: De 10 stks. der blev udleveret til Forsvaret fik erstattet den normale Continental C125-motor med en Continental C-145-2H motor på 145 hk.

## Operatører

### Civile operatører
Der er stadig 20 stk. KZ VII i drift i Danmark, og flere er under renovering. En del blev eksporteret, f.eks til Finland og Schweiz: mange af disse flyver endnu, antallet er uvist. Særligt i Schweiz skulle man være begejstrede for flyets STOL-egenskaber. Flyet er et udmærket bush fly.
Hvert år holder Veteranfly-klubben et "KZ-rally", et veteranflystævne. Tilsyneladende er alle velkomne, ikke kun veteranfly. Der lægges vægt på hygge og socialt samvær med andre entusiaster.

### Militære operatører
Danmark
- Flyvevåbnet - 10 fly, O-615 - O-624. Udtrådt af tjeneste 1977.

## Specificationer KZ VII
| Besætning:      | En pilot         |                                      |
| Kapacitet:      | 3 passagerer     |                                      |
| Længde:         | 21 ft 6 in       | 6,56 m                               |
| Højde:          | 6 ft 11 in       | 2,10 m                               |
| Spændvidde:     | 31 ft 6 in       | 9,60 m                               |
| Vingeareal:     | 140 ft²          | 13,0 m²                              |
| Tomvægt:        | 1,022 lb         | 464 kg                               |
| Max. vægt:      | 1,911 lb         | 867 kg                               |
| Motor:          | Continental C125 | Luftkølet, sekscylindret boksermotor |
| Motoreffekt:    | 125 hk           | 93 kW                                |
| Max. fart:      | 125 mph          | 200 km/t                             |
| Marchfart:      | 115 mph          | 185 km/t                             |
| Rækkevidde:     | 450 miles        | 725 km                               |
| Max.flyvehøjde: | 13.500 ft        | 4.115 m                              |
| Stigehastighed: | 590 ft/min       | 2,8 m/sek                            |